# François Barat
François Barat est un producteur, réalisateur, écrivain et scénariste français, né en 1943 à Paris. 

## Biographie
François Barat fut, à Paris, le délégué général du Groupe de recherches et d'essais cinématographiques (GREC) jusqu’en 2011. Il a créé le Centre des écritures cinématographiques au Moulin d'Andé. Il a dirigé Documentaires sur grand écran. Il a fait partie de l'équipe pédagogique de l'IDHEC de 1981 à 1989. Il a été également vice président de la Fémis. Il a produit certains films de Marguerite Duras. Il est membre du jury du Prix Marguerite-Duras.
Il apparaît, en tant qu'acteur, dans un court-métrage de Jean Marbœuf, Requiem pour un pauvre mec, sorti en 1970 et dans un court métrage de Joël Farges : Méduse au côté de Dionis Mascolo. Il apparaît également dans le documentaire Le Fantôme d'Henri Langlois, réalisé par Jacques Richard, en 2004.
Il est le créateur avec Joël Farges en 1971 de la revue Ça cinéma et éditeur d'une vingtaine de titres sur le cinéma, dont Histoires du cinéma de J.L Godard, Éditions Albatros.
Il est marié à l'écrivaine Annie Cohen.

## Filmographie

### Producteur
- 1976 : Son nom de Venise dans Calcutta désert de Marguerite Duras
- 1977 : Le Camion de Marguerite Duras
- 1979 : La Fille de Prague avec un sac très lourd de Danielle Jaeggi
- 1979 : Zoo zéro d'Alain Fleischer
- 1996 : Tout doit disparaître de Philippe Muyl
- 1997 : Le Voleur de diagonale de Jean Darrigol
- 2000 : C'est pour bientôt de Nader Takmil Homayoun
- 2000 : Lavomatic de Vero Cratzborn
- 2002 : L'Impatience d'Antoine Fumat
- 2002 : La Nouure de Marie Duval
- 2004 : Embrasser les tigres de Teddy Lussi-Modeste
- 2005 : Des jours dans la rue d'Arthur Harari
- 2005 : Lettre du dernier étage d'Olivier Ciechelski
- 2005 : A bras le corps de Katell Quillévéré
- 2008 : Les Filles de feu de Jean-Sébastien Chauvin
- 2008 : Solitaire d'Anne Zinn-Justin
- 2009 : Trois chambres de Chloé Thomas
- 2009 : Les magasins ne réfléchissent pas la nuit de Frédéric Bouvier
- 2010 : Orphee New Wave de Marine Alice Le Du
- 2010 : Contacts de Michael Guerraz
- 2011 : Dans l'arbre de Kévin Noguès

### Réalisateur et scénariste
- 1963 : Rêve de valse
- 1964 : Hommage à Jean Cocteau
- 1967 : L'Accord parfait
- 1971 : Nasse ou le piège à con
- 1972 : Gaumont-Palace
- 1973 : Une voix en corps
- 1978 : Guerres civiles en France (épisode Premier Empire)
- 1983 : Même sur les lieux même
- 1988 : L'Émoi
- 1989 : Portrait d'Henri Thomas
- 1990 : Portrait de Philippe Jaccottet
- 1991 : Françoise en train d'écrire
- 1993 : Le Dernier Sommaire
- 1993 : Vers la maison vide
- 1994 : Cajamalca
- 1994 : Portrait de Michel Deguy
- 2000 : Augustin Lesage, artiste peintre
- 2001 : Quel oiseau tu es si tu ne voles pas
- 2001 : Tag
- 2003 : Filmer les petits Crépin
- 2008 : Moi, esclave
- 2010 : Caserne, une histoire d'amour
- 2013 : 32 rue Fontaine
- 2013 : Havane Havane Havane
- 2014 : Oublier Duras
- 2016 : Raoul G
- 2017 : Nadine d'orange (d'après Duras)
- 2017 : L'Homme assis dans le couloir (d'après Duras)
- 2017 : Tout Chopin
- 2018 : Ein Guedi à Bastia (en finition)[réf. nécessaire]
- 2018 : Le Miroir de Jésus (en tournage)[réf. nécessaire]

## Publications
- Après tout, Flammarion, 1987.
- Le cinéma existe-t-il ?, Presses de la Renaissance, 1992.
- L'entretien avec Jean-Pierre Melville, Séguier, 1999.
- Occupe-toi bien de ce désespoir, Séguier, 2000.
- Cocteau de ma jeunesse, Éditions du Rocher, 2003.
- Face à la jeune fille suivi de La jeune fille des Gobelins, Éditions L'Harmattan, coll. « Créations au féminin », 2013.
- Discours tombés des rushes : Fragments critiques 1970-2000, Houilles, Manucius, coll. « Écrits sur l'art », 2013, 166 p. (ISBN 978-2-84578-162-7).
- Rue Blanche, Éditions L'Harmattan, 2020
- Sainte Rita Editions France-Libris septembre 2024